# Stelis megantha
Stelis megantha är en orkidéart som beskrevs av João Barbosa Rodrigues. Stelis megantha ingår i släktet Stelis och familjen orkidéer. Inga underarter finns listade i Catalogue of Life.